# オリヒロ
オリヒロ株式会社は、群馬県高崎市綿貫町に本社を置く、健康食品などを製造販売する企業である。
もともとは群馬県が名産地となっているコンニャクを製造する機械や食品を包装する機械を製造する企業として、鶴田商事の名で同県富岡市で設立された。

## 沿革
- 1972年12月 - 鶴田商事として、群馬県富岡市で設立する。[2]
- 1977年 - 健康食品事業部を設立。コンニャクイモに含まれるグルコマンナンが原料の栄養補助食品「ハイマンナン」の販売を開始[2]。
- 1983年8月 - 社名をオリヒロ株式会社に変更する[2]。
- 1996年5月 - 本社を高崎市（緑町）に移転する[2]
- 2019年7月 - 本社を現在地に移転する[2][3]。

## 支店・営業所ほか

### 日本国内
- 本社（群馬県高崎市）
- 札幌営業所（北海道札幌市東区）
- 仙台営業所（宮城県仙台市宮城野区）
- 北関東営業所（群馬県高崎市・本社内）
- 群馬営業所（群馬県高崎市・高崎機械工場内）
- 東京支店（東京都文京区）
- 横浜営業所（神奈川県横浜市港北区）
- 静岡営業所（静岡県沼津市）
- 名古屋営業所（愛知県名古屋市千種区）
- 大阪支店（大阪府大阪市淀川区）
- 広島営業所（広島県広島市南区）
- 福岡営業所（福岡県福岡市博多区）

### 日本国外
- アジア
  - インドネシア
  - 中華人民共和国
- ヨーロッパ
- 北アメリカ
- 南アメリカ
- オーストラリア

## コマーシャル放映
1995年にテレビCMを放映していたが1997年に一時休止、2007年10月から日本テレビ系列『ズームイン!!SUPER』の全国提供枠で放映を再開、当初は企業CM（曲名『いつも側に』・歌は須藤まゆみ（同曲では「須藤麻友美」名義））を中心に放送していたが、現在はABCテレビ制作・テレビ朝日系列の『朝だ!生です旅サラダ』ほかで、紺野美沙子や生見愛瑠をイメージキャラクターに起用した主力商品CMを中心に放映している。
- 現在
  - THE突破ファイル（日本テレビ系全国ネット）
  - 羽鳥慎一モーニングショー（テレビ朝日系全国ネット）（隔週提供）
  - 朝だ!生です旅サラダ（ABCテレビ制作・テレビ朝日系全国ネット）
  - サンドウィッチマン&芦田愛菜の博士ちゃん（テレビ朝日系全国ネット）
  - 世界の何だコレ!?ミステリー（フジテレビ系列、2016年10月から提供）
  - クイズ!脳ベルSHOW（BSフジ、2016年6月から提供）
  - ぐんまちゃん（群馬テレビ他[4]）
- ザスパクサツ群馬 - オフィシャルユニフォームパートナー
  - 大沢悠里のゆうゆうワイド内『悠里のようこそいらっしゃい』（TBSラジオ）
- 過去
  - 大改造!!劇的ビフォーアフター（ABCテレビ制作・テレビ朝日系全国ネット、2009年4月の「SEASONII」放送開始からレギュラー放送終了まで）
  - ズームイン!!SUPER（日本テレビ、2007年10月から2009年3月まで）
  - スッキリ（日本テレビ）
  - Nスタ（TBS）
  - 土曜ワイド劇場（テレビ朝日系全国ネット）
  - にじいろジーン（関西テレビ制作・フジテレビ系列全国ネット、2014年10月から2019年9月まで、競合社のマンナンライフが提供していた時期あり。）
  - 朝日放送テレビ制作日曜10時枠の連続ドラマ（ABCテレビ制作・テレビ朝日系全国ネット、）

## 関連企業
- オリヒロエンジニアリング
- オリヒロマシンセンター
- モア物流
- オリヒロプランデュ - 健康食品や機能性表示食品を販売[5]
- オリヒロモアゼリア
- オリヒロマテリアル